# Чемпионат мира по шоссейным велогонкам 1981
Чемпионат мира по шоссейному велоспорту 1981 года прошёл 30 августа в Праге (Чехословакия).

## Медалисты
| Велогонка     | Золото                                            | Золото   | Серебро                                                              | Серебро | Бронза                                                          | Бронза |
| ------------- | ------------------------------------------------- | -------- | -------------------------------------------------------------------- | ------- | --------------------------------------------------------------- | ------ |
| Мужчины       |                                                   |          |                                                                      |         |                                                                 |        |
| Профессионалы | Фредди Мартенс · Бельгия                          | 7ч21’59" | Джузеппе Саронни · Италия                                            |         | Бернар Ино · Франция                                            |        |
| Любители      | Андрей Ведерников · СССР                          |          | Руди Рогирс · Бельгия                                                |         | Гилберт Глаус · Швейцария                                       |        |
| Команды       | Фальк Боден Бернд Дроган Марио Куммер Олаф Людвиг |          | СССР · Юрий Каширин · Олег Логвин · Сергей Шелпаков · Анатолий Яркин |         | Чехословакия Алипи Костадинов Милан Юрчо Михал Класа Иржи Шкода |        |
| Женщины       |                                                   |          |                                                                      |         |                                                                 |        |
|               | Уте Энцанауэр ФРГ                                 |          | Жанни Лонго · Франция                                                |         | Конни Карпентер-Финни · США                                     |        |